# Eerste Punische Oorlog
De Eerste Punische Oorlog (264 v.Chr. – 241 v.Chr.) was de eerste van de drie oorlogen die werden uitgevochten tussen Rome en Carthago om de hegemonie over het Westelijk Middellandse Zeebekken. De lange en zeer bloedige oorlog werd vooral ter zee gestreden en eindigde in een Carthaagse nederlaag. De stadstaat moest bij vredesverdrag haar koloniën op Sicilië afstaan aan Rome, dat daarmee zijn eerst provincia ("wingewest") bekwam. Door de oorlog ontpopte Rome zich voortaan ook als zeemacht. Enkele jaren na het oorlogseinde hechtte het ook Sardinië en Corsica aan ten nadele van Carthago.

## Geschiedenis
De oorlog begon toen Carthago de piratenstad Messina, door de Mamertijnen in een piratennest veranderd, op hun verzoek te hulp kwam tegen een aanval van de Griekse stad Syracuse. De Mamertijnen vroegen Rome om hulp. Na lang wikken en wegen besloten de Romeinen op voorspraak van de comitia centuriata uiteindelijk tot interventie. De Carthaagse aanwezigheid in het noorden van Sicilië werd als te bedreigend ervaren. Waarschijnlijk heeft ook de oorlogszuchtigheid van de Romeinen in het algemeen en van de senatoren in het bijzonder een rol gespeeld. Anders kan niet verklaard worden waarom Rome zich in een oorlog stortte die grotendeels overzee en op zee zou moeten worden gevoerd. De twintig oorlogsschepen van de Romeinen wogen namelijk niet op tegen de vele honderden schepen van de Carthagers.
Rome probeerde eerst met een landoorlog de Carthaagse koloniën op West-Sicilië in te nemen. Consul Appius Claudius Caudex stak in 264 v.Chr. in een donkere nacht de Straat van Messina over en zette zijn troepen aan land in de haven van Messina. De Carthagers beschouwden deze daad als een feitelijke oorlogsverklaring. Bij de eerste belegering van Agrigentum in 262 v.Chr. konden de Romeinen het nog zonder eigen grote vloot stellen. De Carthagers moesten zich na zeven maanden belegering overgeven. Dit deed beide legers van strategie veranderen: de Carthagers beseften dat ze de Romeinen te land moeilijk konden verslaan, maar ter zee waren zij de sterksten. Ze vielen daarom de bevoorradingsschepen van de Romeinen aan. Daarop probeerden de Romeinen een vloot te bouwen.
De oorlog op Sicilië bereikte een patstelling, terwijl de Carthagers zich concentreerden op de verdediging van hun goed versterkte steden; deze waren meestal aan de kust en konden dus worden bevoorraad en versterkt zonder dat de Romeinen hun superieure leger konden gebruiken om te interrumperen. De focus van de oorlog verschoof naar de Tyrreense zee, waar de Romeinen weinig ervaring hadden; bij de weinige keren in de vroege Romeinse geschiedenis dat ze eerder de behoefte hadden gevoeld aan een marine-aanwezigheid, hadden ze meestal vertrouwd op kleine squadrons die door hun Latijnse of Griekse bondgenoten waren geleverd. In 260 v.Chr. begonnen de Romeinen een vloot te bouwen en gebruikten een scheepswrak van de Carthaagse quinquereem als een blauwdruk voor hun eigen vloot. Dit soort schip werd voor het eerst gebouwd onder bescherming van Dionysius van Syracuse, aanvankelijk een oude vijand van Carthago (de Carthagers hadden het dus niet zelf uitgevonden, maar verbeterden het originele ontwerp) Als beginnende scheepsbouwers bouwden de Romeinen exemplaren die zwaarder waren dan de Carthaagse schepen, en dus langzamer en minder wendbaar.
Omdat de strijd op Sicilië geen beslissend resultaat had, viel consul Marcus Atilius Regulus in 256 v.Chr. Africa binnen. De Carthagers werden echter gered door de Spartaanse huurlingengeneraal Xanthippos en zonden later generaal Hamilcar Barkas, de vader van Hannibal, naar Sicilië om de Griekse steden te veroveren.
Deze opsomming van een reeks landcampagnes is echter misleidend: het conflict was allereerst een zeeoorlog, een maritieme uitputtingsslag. Hoewel Carthago oorspronkelijk de grootste vloot bezat, kon het zijn overwicht niet tot gelding brengen omdat de heersende handelselite van die stad eigenlijk niet in de oorlog geïnteresseerd was. Zelfs op het hoogtepunt van de oorlog werd er tussen Romeinse en Carthaagse kooplieden gewoon handel gedreven. De oorlogspartij bestond uit de arme onderklasse die door (land)roof haar positie hoopte te verbeteren. De Romeinse staat daarentegen leefde van de schattingen die onderworpenen (subiugati) en "bondgenoten" werden opgelegd. In de oorlog vielen de belangen van alle Romeinse sociale lagen dus samen. Rome had echter te weinig ervaring op zee en probeerde dat lange tijd te compenseren door toepassing van de door hen uitgevonden corvus (enterbrug) in plaats van het gebruikelijke (maar veel meer zeemanskunst vergende) rammen met het 'rostrum'. Dit leverde echter geen beslissende successen op en na ruim twintig jaar was de schatkist uitgeput. Hoezeer in Rome staat en individu samenhingen, bleek toen hierop particulieren een nieuwe vloot naar Grieks model lieten bouwen, die de Carthagers bij de Egadische eilanden een zo zware nederlaag toebracht dat ze tot een ongunstige vrede bereid waren. Hier werden door de Romeinen zo'n 10.000 gevangenen genomen die in slavernij de gesneuvelde Zuid-Italiaanse boeren vervingen en zo het begin vormden van de Romeinse slavenmaatschappij op de latifundia van Sicilië en Zuid-Italië.

## Nasleep
De Eerste Punische Oorlog had voor Carthago nog een traumatische nasleep. Door de zware herstelbetalingen aan de Romeinen konden ze hun huurlingen niet voldoende betalen, waarna die in opstand kwamen tegen hun broodheren en gemene zaak maakten met het naburig Libische gebied dat door Carthago overheerst werd. Dit leidde tot een ruim twee jaar durende huurlingenoorlog, waarin de huurlingen eerst wat successen boekten, maar uiteindelijk volledig vernietigd werden. De Romeinen namen de gelegenheid te baat om in 237 v.Chr. Sardinië te annexeren ten koste van Carthago, kort daarna gevolgd door Corsica. De Carthagers probeerden vanaf 218 v.Chr. de bakens te verzetten in de Tweede Punische Oorlog, die ze echter ook verloren.